# Жамен, Жан-Батист
Жан-Батист Жамен (фр. Jean-Baptiste Jamin; 20 мая 1772 — 30 января 1848, Париж) — французский военный деятель, генерал-лейтенант (1823 год), барон (1811 год), пэр Франции (1846 год), участник революционных и наполеоновских войн.

## Биография
Родился в семье фермера, получил образование в колледже Вердена. 
С началом Революции, 14 сентября 1791 года записался добровольцем в 17-й батальон егерей, который 11 марта 1794 года был слит путём амальгамы в 13-ю полубригаду лёгкой пехоты, затем в 25-ю полубригаду лёгкой пехоты. Участвовал в кампаниях 1792 и 1793 годов в составе Арденнской и Маасской армий. В 1794 году служил под командой генерала Журдана, отличился при деблокаде Ландау и в сражении при Флёрюсе. 
В 1795 и 1796 годах сражался в составе Самбро-Маасской и Майнцской армий, отличился при переходе через Рейн в авангарде дивизии генерала Лефевра. 
С 1797 года по 1798 год — в Дунайской армии, отличился при преследовании неприятеля, отступающего за Лан, внёс решающий вклад в победу 15 марта 1799 года при Либтингене. 
В 1799 году сражался в составе Гельветической армии генерала Массена, отличился при Цюрихе и при переправе через Лиммат, где он действовал в составе авангарда 25-й полубригады. 
В 1800 году переведён в штаб Итальянской армии, 7 апреля при осаде Генуи был ранен пулей в правое бедро, вместе с ним был ранен его брат, служивший младшим лейтенантом в его полубригаде. 25 декабря был ранен пулей в правую ногу при переходе через Минчио, но не оставил строя.
После заключения Люневильского мира служил в гарнизоне Монмеди, 29 октября 1803 года назначен заместителем командира 12-го полка лёгкой пехоты. 
22 ноября 1806 года возглавил 1-й сводный полк в гренадерской дивизии генерала Удино, отличился при Остроленке, где был ранен, при осаде Данцига, при Гейльсберге и особенно при Фридланде. 28 июня 1807 года произведён в полковники, и 10 ноября назначен командиром 24-го полка линейной пехоты в составе дивизии Рюффена.
В октябре 1808 года вместе с дивизией направлен на Пиренейский полуостров. Отличился в сражениях при Рейноcе, при Соммосьерре, при Уклесе 16 января 1809 года, где его 24-й полк захватил 21 неприятельское знамя, при Талавере и при осаде Кадиса.
5 марта 1811 года был ранен пулей, раздробившей ему правое плечо. Однако Жамен не оставил строй, и с двумя батальонами своего полка успешно сдерживал атаки англичан, португальцев и испанцев на позиции у Барросы. Затем оборонял Ронду от нападений войск генерала Бальестероса. 12 января 1812 года испросил отпуск для лечения ран, и вскоре получил личное письмо от маршала Сульта, в котором тот сожалел, что теряет такого талантливого командира. По дороге во Францию полковнику Жамену было поручено руководство большим конвоем, который он смог сохранить нетронутыми, несмотря на многочисленные и яростные атаки врага, значительно превышающие его в количестве. Успешно добрался до Панкорво и Мадрида.
24 января 1813 года назначен командиром 1-го полка вольтижёров Императорской гвардии, 27 апреля 1813 года в Эрфурте был произведён Наполеоном в бригадные генералы. 
Дрался в составе дивизии генерала Боне 6-го корпуса Великой Армии, 2 мая был ранен в сражении при Лютцене, героически сражался при Баутцене и Вюршене. После отступления французской армии от Лейпцига к Рейну, 7 ноября был переведён в 4-ю дивизию 2-го корпуса. Некоторое время замещал маршала Виктора на посту командира 2-го корпуса. 31 января 1814 года — командир бригады 2-й временной дивизии Молодой гвардии генерала Буайе де Ребваля, 1 февраля со своей бригадой оборонял замок Бриенн от многократных нападений русских войск. 25 марта 1814 года получил сабельную рану в голову и попал в плен, прикрывая отступлении маршалов Мармона и Мортье в сражении при Фер-Шампенуазе.
Вернулся из плена в мае 1814 года и оставался без служебного назначения. Во время «Ста дней» присоединился к Императору и командовал 2-й бригадой 9-й пехотной дивизии 2-го корпуса Северной армии, после поражения при Ватерлоо вновь остался без служебного назначения, но 8 июля 1816 года занял пост командующего департамента Ло. 
1 июля 1818 года — член Генеральной инспекции пехоты. С 17 августа 1822 года — виконт, в течение Испанской кампании 1823 года командовал 2-й бригадой 7-й дивизии 3-го корпуса, отличился при осаде Памплоны, поддерживал порядок в северных провинциях Испании, 3 сентября 1823 года — генерал-лейтенант. 
В 1831 году — командир 3-й дивизии Северной армии, под командованием маршала Жерара участвовал в осаде Антверпена в 1832 году. С 1 мая 1833 года по 21 июля 1846 года заседал в Палате депутатов от района Монмеди. 15 августа 1839 года выведен в резерв, 2 июля 1846 года — пэр Франции. 
Умер 30 января 1848 года в Париже в возрасте 75 лет.

## Воинские звания
- Старший сержант (19 сентября 1791 года);
- Лейтенант (21 января 1792 года);
- Капитан (1 мая 1793 года);
- Командир батальона (16 августа 1800 года);
- Майор (29 октября 1803 года);
- Полковник (28 июня 1807 года);
- Бригадный генерал (27 апреля 1813 года);
- Генерал-лейтенант (3 сентября 1823 года).

## Титулы

- Барон Жамен и Империи (фр. baron Jamin et de l'Empire; декрет от 15 августа 1810 года, патент подтверждён 26 апреля 1811 года)[1].

## Награды
Легионер ордена Почётного легиона (25 марта 1804 года)
 Офицер ордена Почётного легиона (14 мая 1807 года)
 Коммандан ордена Почётного легиона (23 июня 1810 года)
 Кавалер военного ордена Святого Людовика (19 июля 1814 года)
 Кавалер испанского ордена Святого Фердинанда (23 ноября 1823 года)
 Великий офицер ордена Почётного легиона (9 января 1830 года)